# Festuca pubiglumis
Festuca pubiglumis är en gräsart som beskrevs av Shen g Lian Lu. Festuca pubiglumis ingår i släktet svinglar, och familjen gräs. Inga underarter finns listade i Catalogue of Life.